# Chrysler 300 (lettrées)
Pour les articles homonymes, voir les voitures qui leur ont succédé dans les années 1960 et 1970 Chrysler 300 non-lettrées, le modèle de 1999 à 2004 Chrysler 300M, les modèles modernes de 2005 et ultérieurs Chrysler 300.

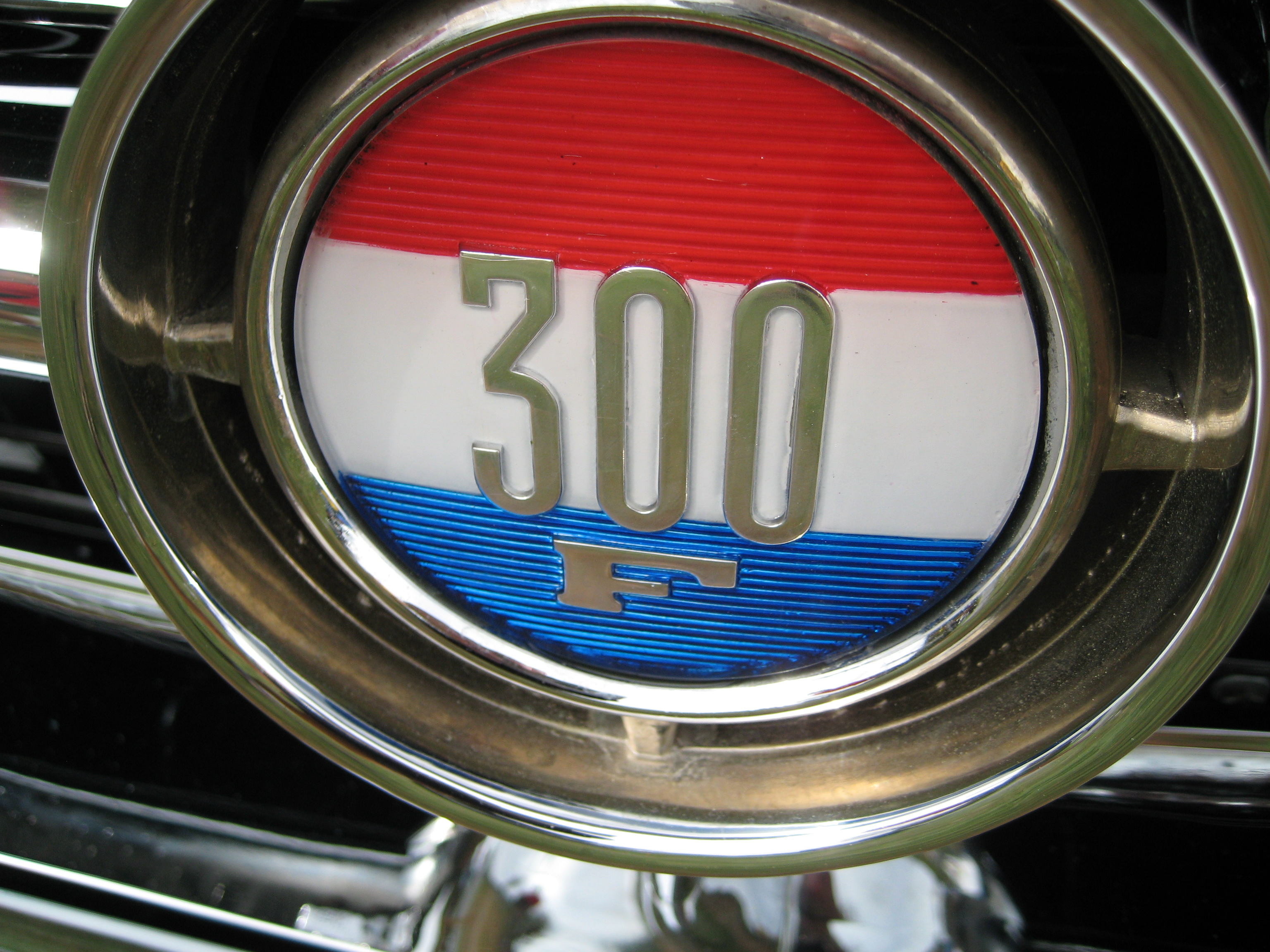
Logo de la 300F

Les Chrysler 300 « lettrées » sont des voitures de luxe hautes performances conçues par Chrysler aux États-Unis de 1955 à 1965. Après la première année, appelée C-300, les voitures de 1956 portaient le numéro 300B. Les modèles successifs ont reçu la lettre suivante de l'alphabet sous la forme d'un suffixe atteignant les 300L en 1965, après quoi le modèle a été abandonné.
Les 300 "lettrées" faisaient partie des véhicules axés sur les performances construites après la Seconde Guerre mondiale par les fabricants américains, et peuvent donc être considérés comme l’un des ancêtres de la muscle car, bien qu’ils soient plus grands et plus chers.
Voitures imposantes suréquipées et ultra confortables, avec une impressionnante liste d'options et de "gadgets" , les Chrysler 300 étaient aussi des voitures très rapides,véritables "reines de la route" (de préférence rectiligne  et bien asphaltée) , capables de tenir la dragée haute aux hot-rods les vieilles voitures "gonflées" et "coursifiées" qui étaient la coqueluche de la jeunesse américaine des années 50 et 60, elles étaient surnommées plaisamment Banker's Hot rod (le Hot Rod du Banquier) , un sobriquet partagé avec quelques autres voitures ultra-puissantes et luxueuses comme la Mercédès 600 V8.

## Chiffres de production
| 1955 (C-)    | 1 725 |
| 1956 (B)     | 1 102 |
| 1957 (C)     | 2 402 |
| 1958 (D)     | 809   |
| 1959 (E)     | 647   |
| 1960 (F)     | 1 217 |
| 1961 (G)     | 1 617 |
| 1962 (H)     | 570   |
| 1963 (J)     | 400   |
| 1964 (K)     | 3 647 |
| 1965 (L)     | 2 845 |
| 1970 (Hurst) | 501   |

## 1955 C-300
Cette première des voitures de la série ne portait pas de lettre, mais peut être considérée rétroactivement comme la «300A». La désignation «C-» a été appliquée à tous les modèles Chrysler; toutefois, à des fins de marketing, la série numérique a sauté plus de 225 numéros dans l'ordre afin de renforcer la côte de 300 chevaux. La 300 représentait à l'origine le moteur de 300 hp (304 ch-224 kW). La C-300 était en réalité une voiture de course destinée aux circuits NASCAR vendus à des fins d'homologation, avec le moteur le plus puissant de Chrysler, le 5,4 L FirePower "Hemi" V8, en raison de la forme hémisphérique des chambres de combustion, équipé de carburateurs doubles à 4 corps, d’une suspension plus rigide et d’un système d’échappement performant. En 1956, il s’agissait de la première voiture de série américaine à atteindre 360 ch (265 kW), et elle fut pendant de nombreuses années la voiture la plus puissante produite aux États-Unis.
Le style "Forward" de la voiture peut être attribué autant au bac des pièces Chrysler qu'au designer Virgil Exner. Le clip avant, y compris la calandre, provenait de l’Imperial de la même année, mais le reste de la voiture ne ressemblait pas à une Imperial. La section médiane provenait du hardtop New Yorker, avec le quartier arrière de la Windsor. Exner a également inclus des pare-chocs Chrysler de modèle de base et supprimé de nombreux éléments extérieurs tels que les feux de recul, les ornements de capot, les garnitures latérales et les rétroviseurs extérieurs. Une horloge électrique et des essuie-glaces à deux vitesses étaient standard. Il y avait peu d'options disponibles, y compris la sélection de trois couleurs extérieures (rouge, blanc et noir) et une seule couleur pour l'intérieur en cuir beige. Les vitres électriques et les sièges électriques étaient disponibles, mais la climatisation n’était pas disponible en 1955.

Mesurée à 205 km/h dans le Flying Mile et en NASCAR, la C-300 a suscité un intérêt qui ne se reflétait pas dans son chiffre de vente modeste de 1 725 exemplaires.

Lorsque la C300 a concouru en NASCAR, elle fut peinte pour annoncer qu'il s'agissait de la "voiture de série la plus rapide du monde"

## 1956 300B
La 300B était assez similaire à l’extérieur, elle se distinguait par un nouveau traitement de la dérive, mais avec des moteurs plus gros, deux V8 de 5,8 L Hemi avec 345 ou 360 ch (254 ou 265 kW). Un cousin de cette génération a été présenté comme la DeSoto Adventurer, qui était moins luxueuxse tout en partageant une grande partie de la mécanique, donnant à DeSoto un modèle à performance améliorée. Au total, 1 102 exemplaires ont été vendus. La performance était un peu meilleure que celle de l’année précédente, mesurée à près de 225 km/h. Un ratio arrière de 6,17 a également été ajouté aux options. L'espace aux jambes avant était de 113 cm. Nouveau était le lecteur de phonographe Highway Hi-Fi.
Avec l'option de 360 ch (265 kW) dans le V8 5,8 L, la 300B est devenue la première voiture américaine à produire 1 cheval-vapeur par pouce cube (47 W/cm3), devançant Chevrolet avec son 4,6 L d'un an.

## 1957 300C
La 300C de 1957 a été restylée et comprend une large calandre «bâillante» et des ailerons plus larges. Le moteur Hemi a été mis à niveau à 6,4 L avec 380 ch (280 kW), ou en édition limitée à 395 ch (291 kW) (18 construits). Un modèle cabriolet était disponible pour la première fois. La voiture avait un certain nombre de médaillons «300C» rouges, blancs et bleus sur les côtés, le capot, le coffre et l’intérieur. 1 918 coupés et 484 cabriolets ont été construits. La climatisation était une option de 495 $.

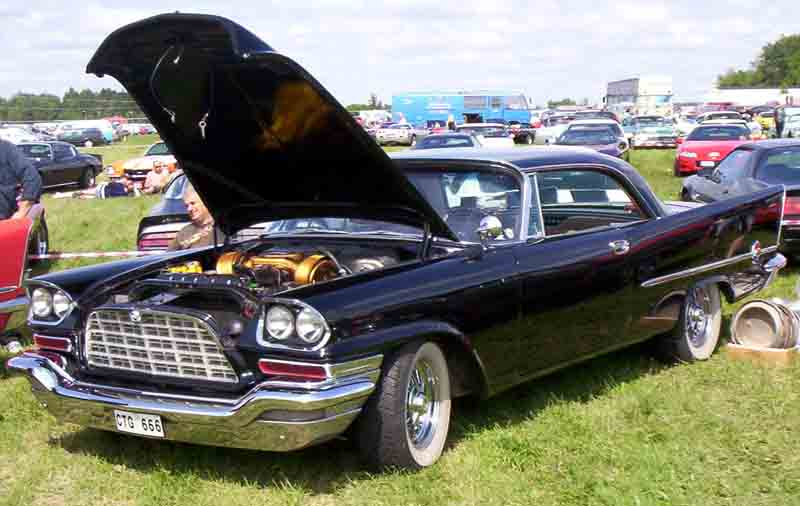
Chrysler 300C 1957
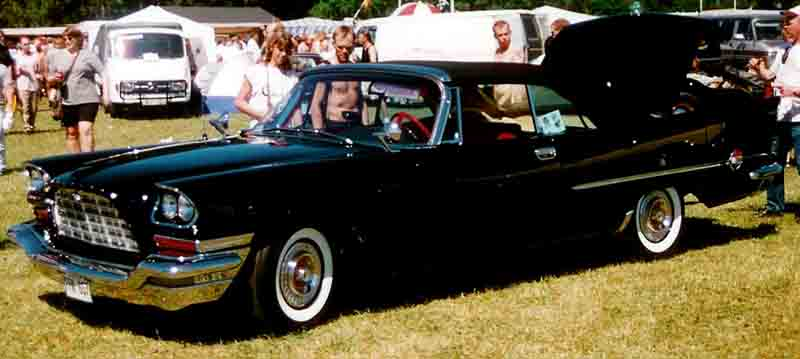
Chrysler 300C 1957
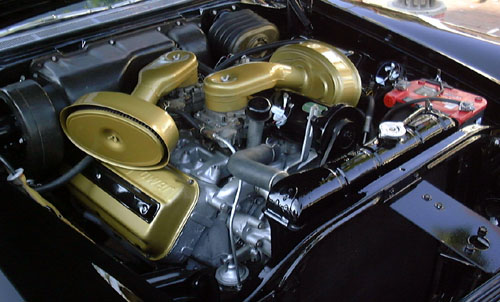
Le moteur Hemi

## 1958 300D
La 300D de 1958 devait marquer la dernière utilisation du FirePower Hemi dans la 300. Le moteur était encore le 6,4 L, mais réglé sur 380 ch (280 kW) en standard. Trente-cinq voitures ont été construites avec une injection de carburant et délivraient 395 ch (291 kW), mais le système posait problème et la plupart des voitures l’avaient bientôt remplacé par le montage standard à deux carburateurs quadruple corps. Une 300D a été conduite à 251 km/h aux Bonneville Salt Flats cette année-là. Un total de 618 targa et 191 cabriolets ont été produits, en partie à cause d'une récession.

## 1959 300E
La 300E de 1959 a vu les moteurs Hemi remplacés par le nouveau V8 à tête biseautée Golden Lion de Chrysler de 6,8 L (que Chrysler a appelé "cœur de lion").  La puissance de sortie est restée à peu près la même à 385 ch (283 kW). Les ventes totales comprennent 522 coupés et 125 cabriolets. Les sièges pivotants électriques étaient standard.

## 1960 300F
La 300F a présenté un nouveau 6,8 L délivrant 380 ch (280 kW) sous forme standard. Pour augmenter la puissance en bas et moyen régime, un collecteur d'admission "cross-ram" spécial a été dérivé. Au lieu du collecteur d'admission central du moteur V8 normal avec carburateur(s) sur le dessus, le vérin transversal était composé de deux paires de tuyaux réglés de 762 mm de long qui s'entrecroisaient de sorte que chaque ensemble alimentait le côté opposé du moteur. Les carburateurs et les filtres à air pendaient sur les côtés du moteur au-dessus des puits d'aile. Ces longs tubes ont été réglés de manière que les résonances dans la colonne d'air contribuent à forcer l'air dans les cylindres à ces régimes. Autre nouveauté : quatre sièges baquets individuels en cuir avec une console intégrale allant du tableau de bord au dos du siège. Les sièges avant pivotants étaient montés de série.
Une version spéciale de 406 ch (298 kW) à «vérin court» a été produite pour la compétition; en cela, la partie réglée des piles n'avait que 381 mm de long (bien que la longueur totale du tube soit restée à 762 mm), de sorte que l'effet de résonance était produit à des vitesses de moteur plus élevées. Seuls 15 voitures à «vérin court» ont été produites; Celles-ci étaient également équipées des transmissions manuelles françaises Pont-à-Mousson à 4 vitesses, exotiques mais souvent gênantes, développées pour la Facel Vega à moteur Chrysler. On sait qu'il existe environ 4 de ces «GT spéciales», dont une décapotable et une avec climatisation; on pense que 15 ont été produites à l'origine.
La carrosserie a également été refaite pour 1960, en utilisant la nouvelle construction monocoque légère de Chrysler et un style plus net, avec des ailerons inclinables vers l'extérieur, séparés visuellement des côtés. Le couvercle du coffre a contribué à une opinion dégradante de la 300F et a été supprimé après une année de production.
Les ventes ont augmenté à 969 coupés et 248 cabriolets.

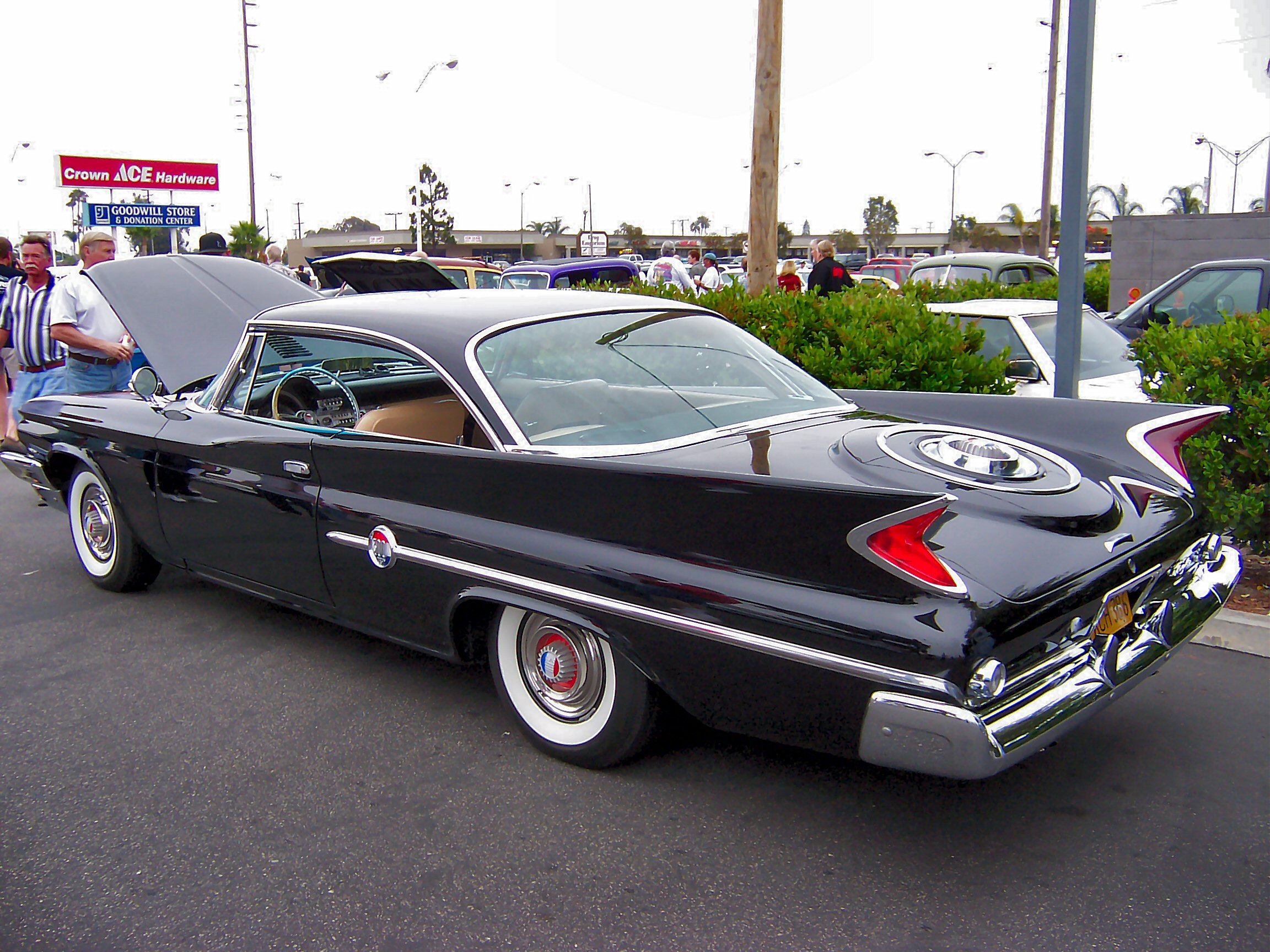
Chrysler 300F Hardtop
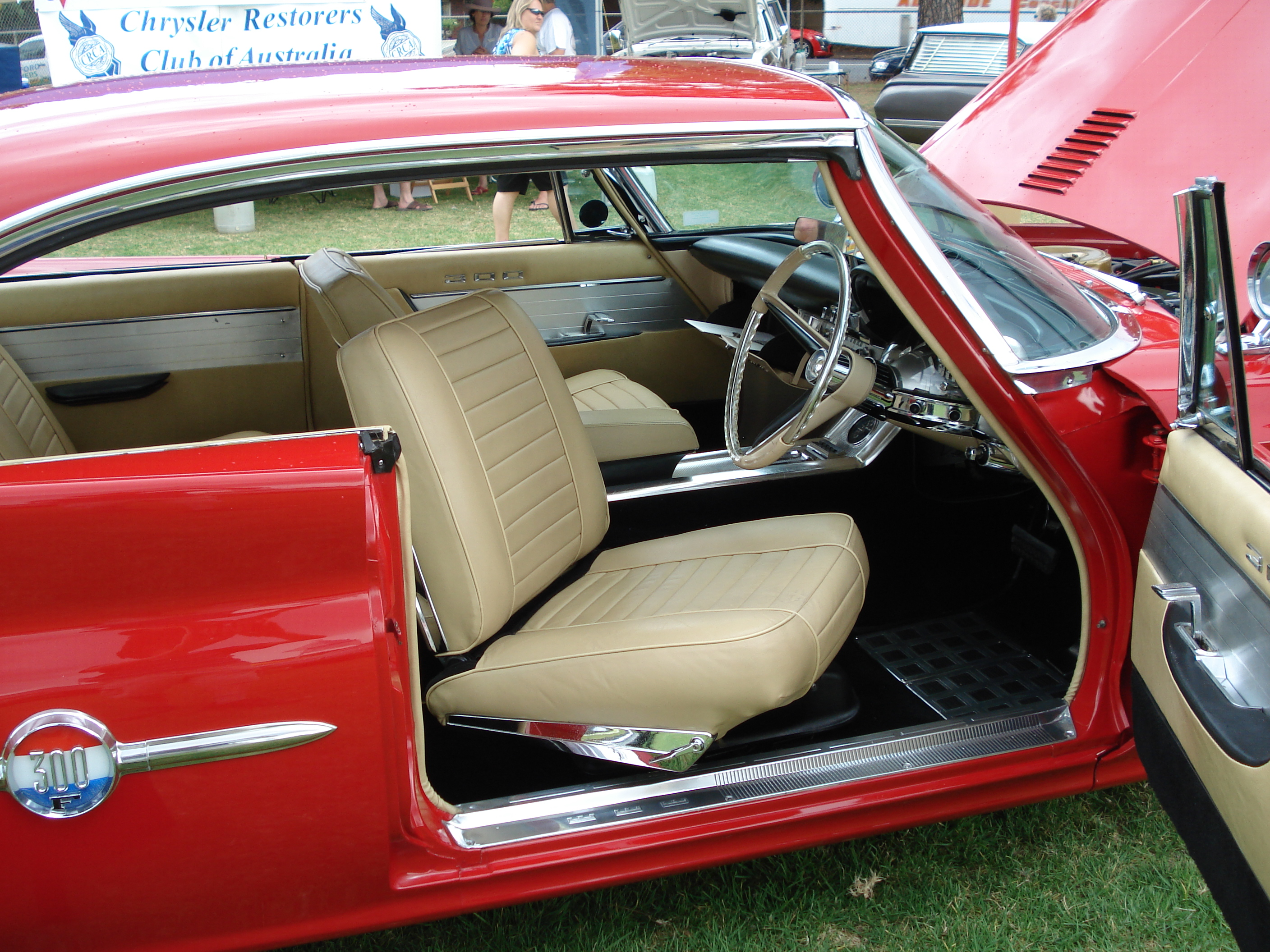
300F

## 1961 300G
La 300G a connu un autre style. La calandre, avant plus large en bas que le haut, était inversée; les phares quadruples, auparavant côte à côte, étaient disposés en angle, vers le bas d'une manière qui rappelle les Lincoln de 1958 à 1960, Buick de 1959 et la Rolls-Royce Silver Cloud Mulliner Park Ward coupé. Les petits feux de stationnement situés sous les phares étaient également inclinés et en forme de V, et le pare-chocs avant était incliné à chaque extrémité. À l'arrière, les feux arrière ont été déplacés des ailerons vers la queue située en dessous d'eux, et les ailerons ont été rendus plus pointus. Les vitres électriques étaient standard.
Mécaniquement, les moteurs à vérin transversal à «vérin court» et «à vérin long» sont restés les mêmes, bien que la transmission manuelle française coûteuse ait été abandonnée et remplacée par une transmission manuelle de course Chrysler racing plus fiable et toujours coûteuse (appelée «code d'option 281»). Il n'y a actuellement que cinq voitures avec cette transmission. Les voitures Code 281 ont peut-être été construites pour le Daytona Flying Mile de 1961, bien que, comme pour les F Special de 1960, Chrysler n'ait conservé aucun dossier spécifique. Contrairement aux 300F Special (qui été tirés au hasard dans la ligne de production et mis à niveau pour le Flying Mile), les 300G avaient un code de construction spécifique (281).

## 1962 300H
En 1962, les ailerons étaient partis, tout comme lieu unique de la série de lettres dans la gamme Chrysler; il y avait maintenant une Chrysler 300 Sport Series (qui comprenait un toit rigide à quatre portes ainsi qu'un toit rigide et une décapotable à deux portes), ainsi que la 300H. À l'extérieur, il y avait peu de différence entre les séries 300H et 300 Sport (à l'exception d'un badge «300H» sur le côté gauche du coffre) et de nombreuses fonctionnalités de la 300H pouvaient être commandées en option sur les autres modèles. Sous le capot de la 300H, le moteur à piston croisé est devenu une option, et le système de carburateur à double corps en ligne à deux corps de la 300E est devenu la base. Avec une légère augmentation de puissance et un gain de poids de 140 kg, la 300H était plus rapide que la 300G, mais la perte d’exclusivité associée aux prix élevés en a fait la 300 la moins vendue, avec seulement 435 coupés et 135 cabriolets vendus. La 300 de base utilisait le V8 6,3 L.
Toutes les 300 de 1962 ont été rétrogradées à l'empattement de 3 099 mm des Chrysler Newport / Dodge 880.

## 1963 300J
Le restylage pour la 300J de 1963 (la lettre "I" a été sautée car les gens la confondaient pour le chiffre "1".) a laissé à la voiture un aspect plus lisse et plus angulaire des années 1960. (Partagée avec les séries Newport et New Yorker, cette carrosserie a été la dernière à avoir été conçue pendant le mandat de Virgil Exner en tant que responsable du style chez Chrysler.) La version cabriolet a été abandonnée, laissant seul le toit rigide. Le seul moteur disponible était le V8 6,8 L, avec une augmentation de 10 ch. L'intérieur fut repensé et plus somptueux, doté d'un volant plus carré. La 300J était plus rapide que la 300H standard de l’année précédente, avec une vitesse maximale de 229 km/h, 8,0 secondes au 0 à 97 km/h et un quart de mile (402 m) de 15,8 secondes avec une vitesse terminale de 143 km/h. Les ventes ont été particulièrement médiocres, avec seulement 400 voitures produites. En ce qui concerne la 300 non-lettrée, la 300 cabriolet était la voiture de course officielle des 500 miles d'Indianapolis en 1963. La direction assistée était standard.

## 1964 300K
Le cabriolet est revenu pour la 300K de 1964, mais le moteur "cross-ram" est devenu une option à surcoût disponible uniquement sur la 300K. Le V8 6,8 L, avec un seul carburateur Carter AFB 3614S à 4 corps, une tubulure d’admission ordinaire et une puissance de 360 ch était le nouveau moteur standard. La tapisserie d'ameublement en cuir n'était plus la norme. Tout cela a réduit le prix de base de plus de mille dollars et les ventes ont généré le plus gros total jamais enregistré. 3 022 coupés et 625 cabriolets ont été vendus. La console centrale était standard.

## 1965 300L
La 300L était le onzième et dernier modèle de la série de lettres traditionnelles. Comme toutes les autres Chrysler de 1965, elle comportait une carrosserie complètement redessinée avec des lignes nettes, des côtés de dalle et une haute serre introduits par Elwood Engel, successeur de Virgil Exner, à la tête du style de Chrysler. C'était un look linéaire et le pare-brise panoramique utilisé depuis 1957 était abandonné. La voiture avait augmenté de 51 mm d'empattement et de 76 mm de longueur totale. La version toit rigide à 2 portes (avec des lignes de pli dans la tôle du toit pour un "look convertible" alors populaire) et la version cabriolet 2 portes étaient disponibles. Le V8 6,8 L avec collecteur d’admission régulier, carburation simple à 4 corps, filtre à air non silencieux, arbre à cames spécial et double échappement était en option. La puissance du moteur était de 360 ch, comme l'année précédente. L'acheteur pouvait choisir entre la boîte automatique à trois vitesses standard TorqueFlite et l'option manuelle à quatre vitesses sans frais avec tringlerie Hurst. Chaque fonction de la 300L pouvait être commandée en option sur la 300 normale ; ainsi, la seule différence était l'ornementation exclusive à la 300L. Il s’agissait de médaillons ronds « 300L » placés au centre de l’étoile en grille moulée et au centre de l’applique en aluminium texturé entre les feux arrière, une moulure de ceinture de caisse pleine de peinture rouge et un badge rectangulaire 300 sur les ailes arrière. Testée par le magazine automobile Motor Trend, une version hardtop 2 portes équipé du TorqueFlite accélérait de 0 à 97 km/h en 8,8 secondes et parcourait le quart de mile (402 m) en 17,3 secondes avec une vitesse terminale de 132 km/h. Au total, 2 405 hard tops et 440 cabriolets ont été produits.

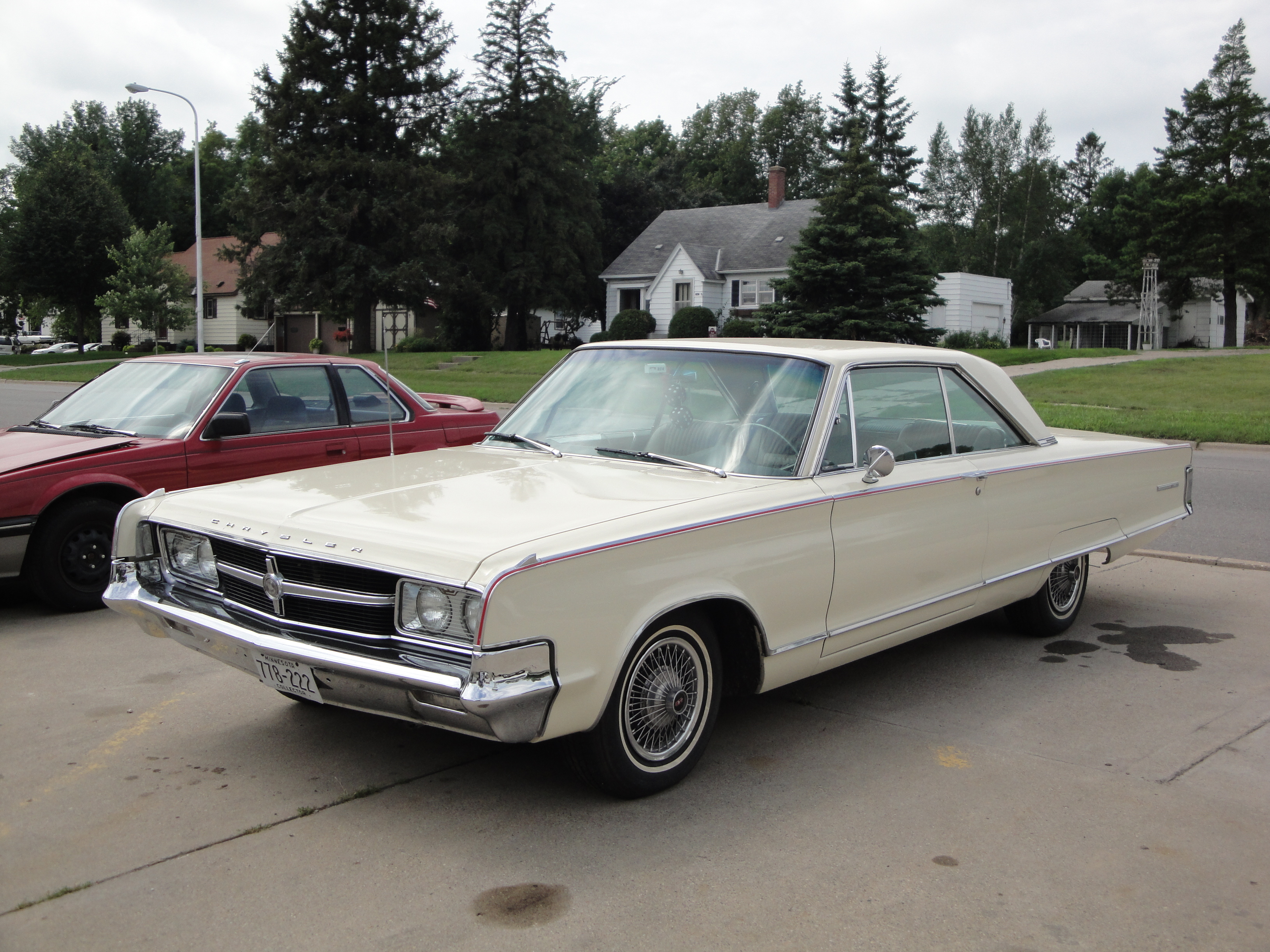
1965 300L 2 portes Hardtop
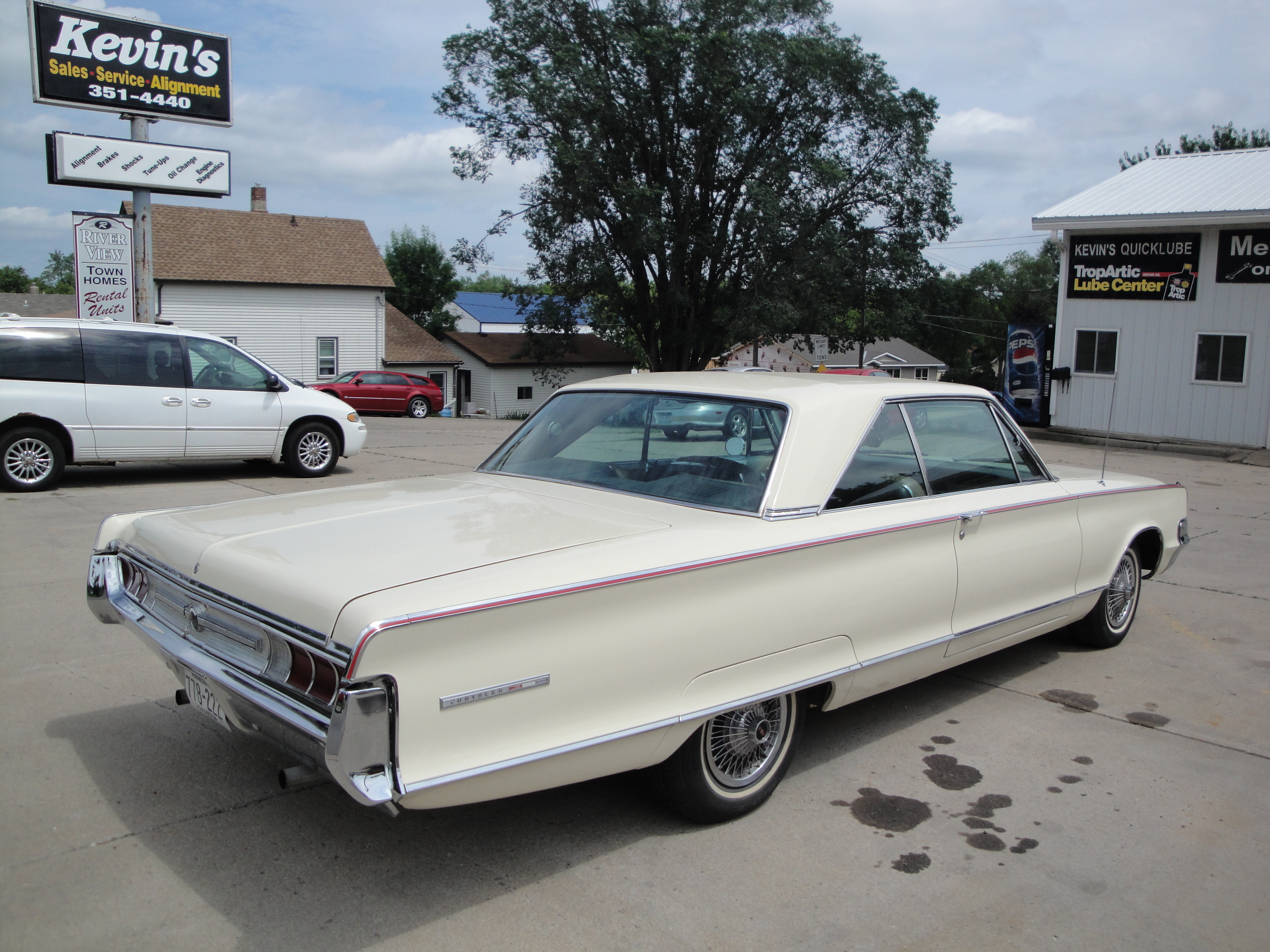
1965 300L 2 portes Hardtop

## 1970 Hurst 300
Voir aussi: Chrysler 300 non-lettrées
La Hurst 300 de 1970 ne possédait pas le suffixe à une lettre de ses ancêtres et est apparue cinq ans après la dernière Chrysler 300, la 300L. Beaucoup d'historiens de l'automobile n'incluent pas la Hurst 300 en tant que modèle de la série lettrées. Le concept de la voiture, cependant, correspond aux voitures de la série lettrées, puisqu'il s'agissait d'une variante haute performance de la 300 de luxe, construite avec la contribution du fabricant de pièces de rechange, Hurst Performance. On pense que seulement 501 unités ont été construites[réf. nécessaire].
Les Hurst 300 de 1970 étaient toutes deux portes et partageaient un schéma de peinture blanc et or similaire aux modèles Oldsmobile et Pontiac Hurst de l’époque. Le capot et le couvercle de coffre échancré (avec spoiler moulé) sont tous deux en fibre de verre. Toutes les Hurst 300 avaient un intérieur en cuir satiné, tout droit sorti de l’Imperial et pouvait être obtenu avec des transmissions automatiques 727 montés sur colonne ou sur console. Toutes étaient vendues avec le moteur V8 TNT à 4 corps de 375 ch (280 kW) et de 7,2 litres.
Sur les 501 unités vendues, un cabriolet a été documenté comme ayant été utilisé comme voiture promotionnelle Hurst et un autre aurait été équipé chez le concessionnaire d'un moteur Hemi de 7,0 L, également, un cabriolet[réf. nécessaire].
En 1971, la décapotable n'était plus proposée, Chrysler arrêtant la production de décapotables pour toute la gamme en 1971.

## Collectibilité et héritage
Toutes les voitures originales de la série lettrées sont considérées comme modèle de collection depuis 2005, mais les modèles des premières années sont beaucoup plus souhaitables. Les C-300 et 300B, en particulier les exemplaires rouge / marron[réf. nécessaire], deviennent de plus en plus parmi les modèles les plus précieux de toutes les voitures de performance des années 1950 en raison de leur style exquis, de leurs performances élevées et de leur rareté. Les cabriolets 300C à 300G sont les plus souhaitables en termes de prix en raison de leur rareté et de leur faible taux de survie; l'arrivée des voitures de série 300 de 1962 fait que la série lettrées suivante semble moins spéciale et moins désirable pour les collectionneurs.
Lors d'une vente aux enchères au Robson Estate à Gainesville, en Géorgie, le 13 novembre 2010, le seul cabriolet 300F de 1960 équipé du moteur de 406 ch (298 kW) et de la transmission Pont-à-Mousson à 4 vitesses s'est vendu 437 250 $.
Il y avait un concept car appelé Chrysler 300, créé en 1991. Il comportait une carrosserie de voiture de sport et le moteur de la Viper. Il n'a jamais été produit.
Le nom de la série des 300 lettrées a été ressuscité en 1999 sur la Chrysler 300M ; mais c’est la 300C de 2005 qui est la plus proche de l’original avec sa propulsion arrière et le moteur V8 portant à nouveau le nom " Hemi ". Le dernier modèle de 300C, paru en 2023, rend hommage aux premiers modèles, avec un moteur V8 6.4L, ainsi que des badges spécifiques aux couleurs des badges des années 1950.